# Джексон (Мен)
Джексон (англ. Jackson) — місто (англ. town) в США, в окрузі Волдо штату Мен. Населення — 610 осіб (2020).

## Демографія
Згідно з переписом 2010 року, у місті мешкало 548 осіб у 237 домогосподарствах у складі 152 родин. Було 272 помешкання
Расовий склад населення:
| - 95,6 % — білих - 1,3 % — корінних американців - 0,2 % — чорних або афроамериканців - 0,2 % — азіатів |

До двох чи більше рас належало 2,7 %. Частка іспаномовних становила 0,4 % від усіх жителів.
За віковим діапазоном населення розподілялося таким чином: 19,9 % — особи молодші 18 років, 67,1 % — особи у віці 18—64 років, 13,0 % — особи у віці 65 років та старші. Медіана віку мешканця становила 44,6 року. На 100 осіб жіночої статі у місті припадало 103,0 чоловіків;  на 100 жінок у віці від 18 років та старших — 98,6 чоловіків також старших 18 років.
Середній дохід на одне домашнє господарство  становив 44 831 долар США (медіана — 43 281), а середній дохід на одну сім'ю — 47 820 доларів (медіана — 50 221). Медіана доходів становила 43 393 долари для чоловіків та 30 729 доларів для жінок. За межею бідності перебувало 32,3 % осіб, у тому числі 50,0 % дітей у віці до 18 років та 12,0 % осіб у віці 65 років та старших.
Цивільне працевлаштоване населення становило 281 особа. Основні галузі зайнятості: освіта, охорона здоров'я та соціальна допомога — 26,0 %, роздрібна торгівля — 19,9 %, будівництво — 9,6 %, науковці, спеціалісти, менеджери — 9,3 %.